# Чарльз Вінслоу
Чарльз Ліндхорст Вінслоу (англ. Charles Lyndhurst Winslow; нар. 1 серпня 1888 — пом. 15 вересня 1963)  — південноафриканський тенісист, дворазовий Олімпійський чемпіон з тенісу (1912).

## Біографія
Народився 1 серпня 1888 року в Квінстауні, Капська колонія в родині відомого гравця у крикет Ліндхорста Вінслоу.
На  V літніх Олімпійських іграх 1912 року в Стокгольмі (Швеція) брав участь у тенісному турнірі. 
У фінальному поєдинку парного розряду 4 липня 1912 року в парі з Гарольдом Кітсоном перемогли австрійський дует з рахунком 3:1 і став Олімпійським чемпіоном.
5 липня 1912 року у фіналі одиночного розряду з рахунком 3:1 переміг свого співвітчизника Гарольда Кітсона й став дворазовим Олімпійським чемпіоном.
На  VI літніх Олімпійських іграх 1920 року в Антверпені (Бельгія) брав участь у тенісному турнірі. В одиночному розряді посів 3-тє місце, поступившись у півфіналі японцю Ічія Кумаге й завоював бронзову Олімпійську медаль.
Помер 15 вересня 1963 в місті Йоганнесбург провінції Ґаутенг.